# Huhtisaari (ö i Birkaland, Tammerfors, lat 61,38, long 24,34)
Huhtisaari är en ö i Finland. Den ligger i sjön Pälkänevesi och i kommunen Pälkäne i den ekonomiska regionen Tammerfors och landskapet Birkaland, i den södra delen av landet, 140 km norr om huvudstaden Helsingfors. Öns area är 13,3 hektar och dess största längd är 0,6 kilometer i sydöst-nordvästlig riktning.